# Lund Fjord
Lund Fjord är en sjö på ön Vendsyssel-Thy. i Danmark. Den ligger i Region Nordjylland, i den norra delen av landet. Den högsta punkten i närheten är 37 meter över havet, 2,6 km väster om Lund Fjord. Lund Fjord ingår i Naturreservatet Vejlerne.
Trakten runt Lund Fjord består i huvudsak av gräsmarker, träskmarker och jordbruksmark.